# Edwalton
Edwalton – wieś w Anglii, w hrabstwie Nottinghamshire, w dystrykcie Rushcliffe. Leży 6 km na południe od miasta Nottingham i 169 km na północny zachód od Londynu.